# Савина вода
Савина вода је природан извор на планини Мучањ, на територији општине Ивањица.
На његовом врху налази се Савина вода која је изузетно посећена током целе године, јер је по предању позната као врло лековита. По народном веровању, Свети Сава је изашао на ову планину и јако се намучио, тако да је настао назив планине Мучањ.